# 简照南
简照南（1870年—1923年10月28日），名耀登，字肇章，号照南，出生在中国广东省广州府南海县澜石黎涌乡（今属佛山市），日本华人，中国企业家。

## 生平
1870年出生，家族世代经商，早年丧父。1886年去叔父简铭石在香港开设的巨隆磁器店学徒。1892年与胞弟简玉阶前往日本神户，开设东盛泰商号，运销广东磁器、布匹。1902年4月，简照南加入日本国籍，取日本名松平照南。
1903年，简照南兄弟结束日本业务，前往香港，经营顺泰轮船公司。1905年，兄弟二人与越南华侨曾星湖在香港创办南洋烟草公司。1908年歇业。1909年，简照南兄弟获得叔父简铭石的支持，得以重新成立南洋兄弟烟草公司，简照南和简玉阶分任总理和协理。南洋兄弟烟草公司以“中国人请吸中国烟”为宣传口号，成功占领华南和南洋华侨的市场。
1916年，南洋烟草公司在上海百老汇路（今东大名路）开设分公司。1918年，将总部由香港迁至上海。1919年5月，中国五四运动兴起，民间反日情绪高涨。商人黄楚九向北洋政府控告简照南为日本籍，因此南洋香烟实为日货。于是政府吊销南洋烟草公司执照，令其停业。10月，简照南在脱离日本籍手续后，恢复了中国国籍，将南洋烟草公司重新注册。这时，他邀请黎元洪、王占元等政府要人为南洋烟草公司股东。1922年，又创办东亚银行。
1923年10月28日，简照南在上海病逝，年53岁。
简照南笃信佛教，曾捐巨款救济1915年广东水灾、1918年华北旱灾。

## 家庭
妻子潘杏濃，兒子簡日林、簡日均及簡日祥。